# Stereoface
Stereoface ist eine englischsprachige Band aus Graz, Österreich.

## Geschichte
Gegründet wurde die Band 2004 von Songschreiber Paul Pfleger (Sohn von Ewald Pfleger) (Gesang, Gitarre), Benny Musenbichler (Schlagzeug), Nino Kadletz (Gitarre) und Thomas Hierzberger (Bass).
2008 veröffentlichte die Band mit Lukas Schneeberger am Bass (Mitglied seit 2005) ihr selbstbetiteltes Debütalbum auf monkey.music/Hoanzl in Österreich und Deutschland (Broken Silence), welches der Gruppe erstmals größere Aufmerksamkeit, polarisierende Rezensionen sowie lobende Kritik bescherte. Die Band wurde im selben Jahr für die ORF Dokumentarfilmreihe „Weltberühmt in Österreich“, in der Folge „Die Szenen der Szene“ von den Filmemachern Rudi Dolezal und Hannes Rossacher porträtiert.

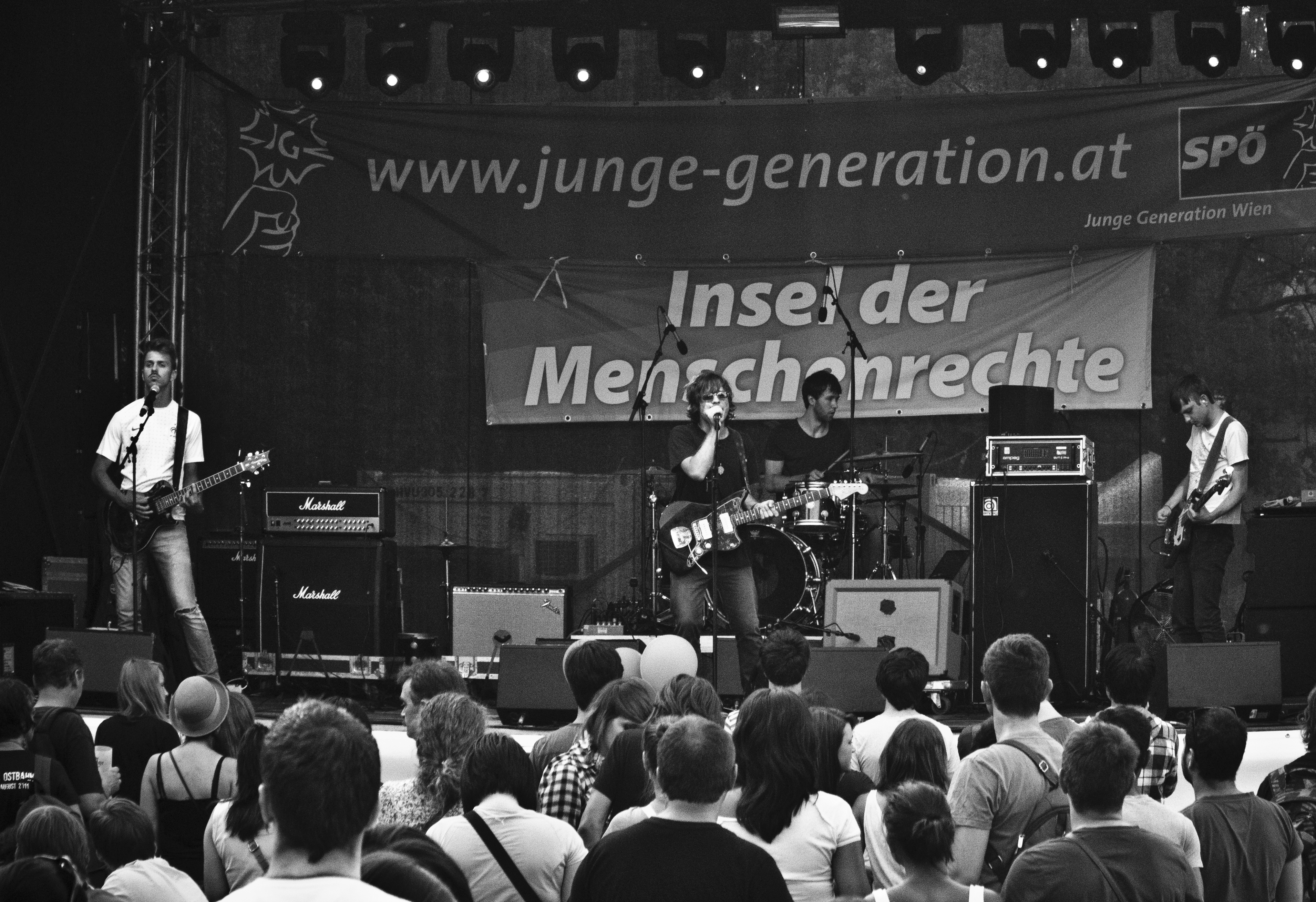
Stereoface am Donauinselfest 2012

Mit der 2009 veröffentlichten EP 15 Minutes in Stereo erlangte die Band weitere nationale und internationale Achtung, u. a. durch Heavy Rotation auf FM4 und TV Airplay auf gotv. Das mit einer Hochgeschwindigkeitskamera selbstproduzierte Musikvideo für den Song As the Day Is Long wurde mit Preisen ausgezeichnet (u. a. Rockin’ Movies-Award des Landes Steiermark) und ermöglichte der Band eine Einladung zur Popkomm 2010 nach Berlin.

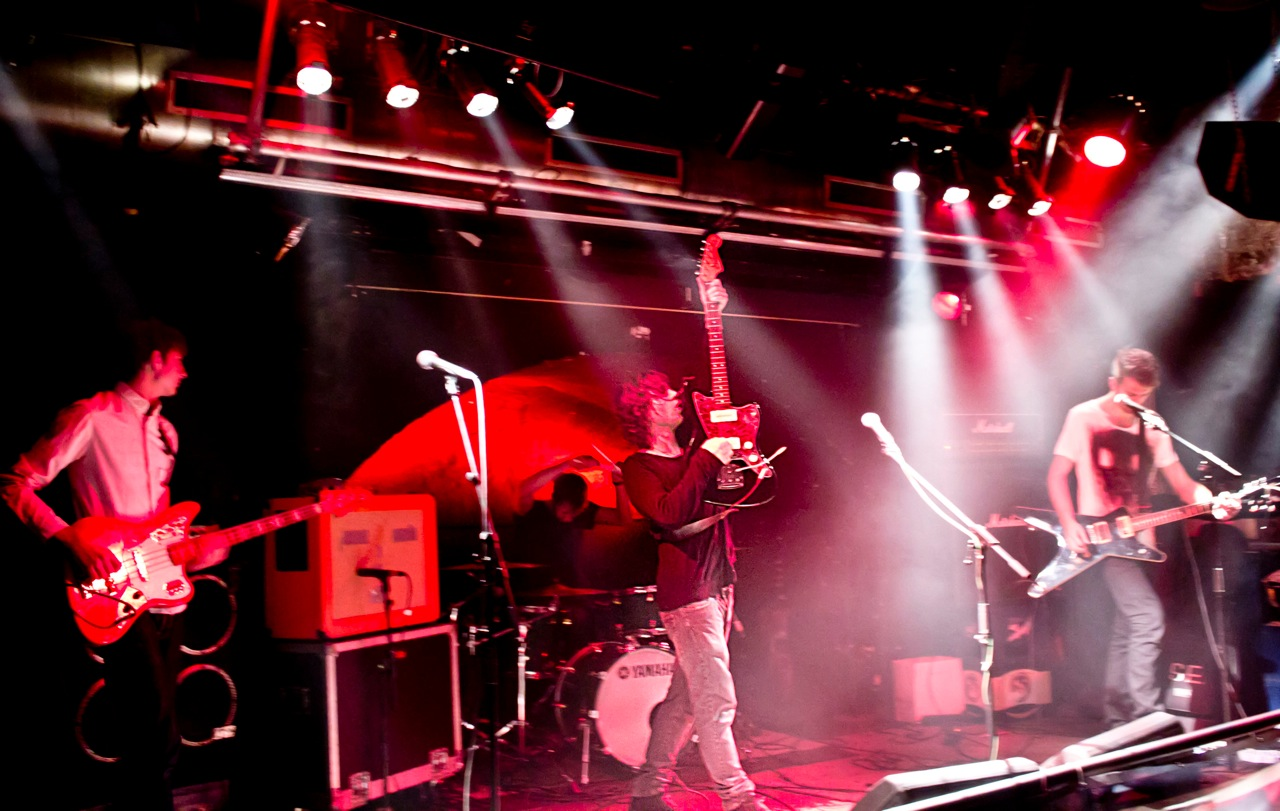
Stereoface im Chelsea (Wien)

Mit dem zweiten Album Face It (2012) unterstreicht die Band ihre Eigenständigkeit und die unterschiedlichen Facetten ihres Sounds. Dabei ist das Spiel mit Kontrasten ein Stilmittel, ohne Rücksicht auf Grenzen musikalischer Genres.
Zusätzlich verstärkt wird die Vielseitigkeit auch durch einen Band internen Umbruch, dem zufolge das Album mit zwei Schlagzeugern aufgenommen wurde. Nachdem Gründungsmitglied Benny Musenbichler nach Hamburg gezogen ist, spielt seit Sommer 2011 Günther Paulitsch Schlagzeug bei Stereoface. 

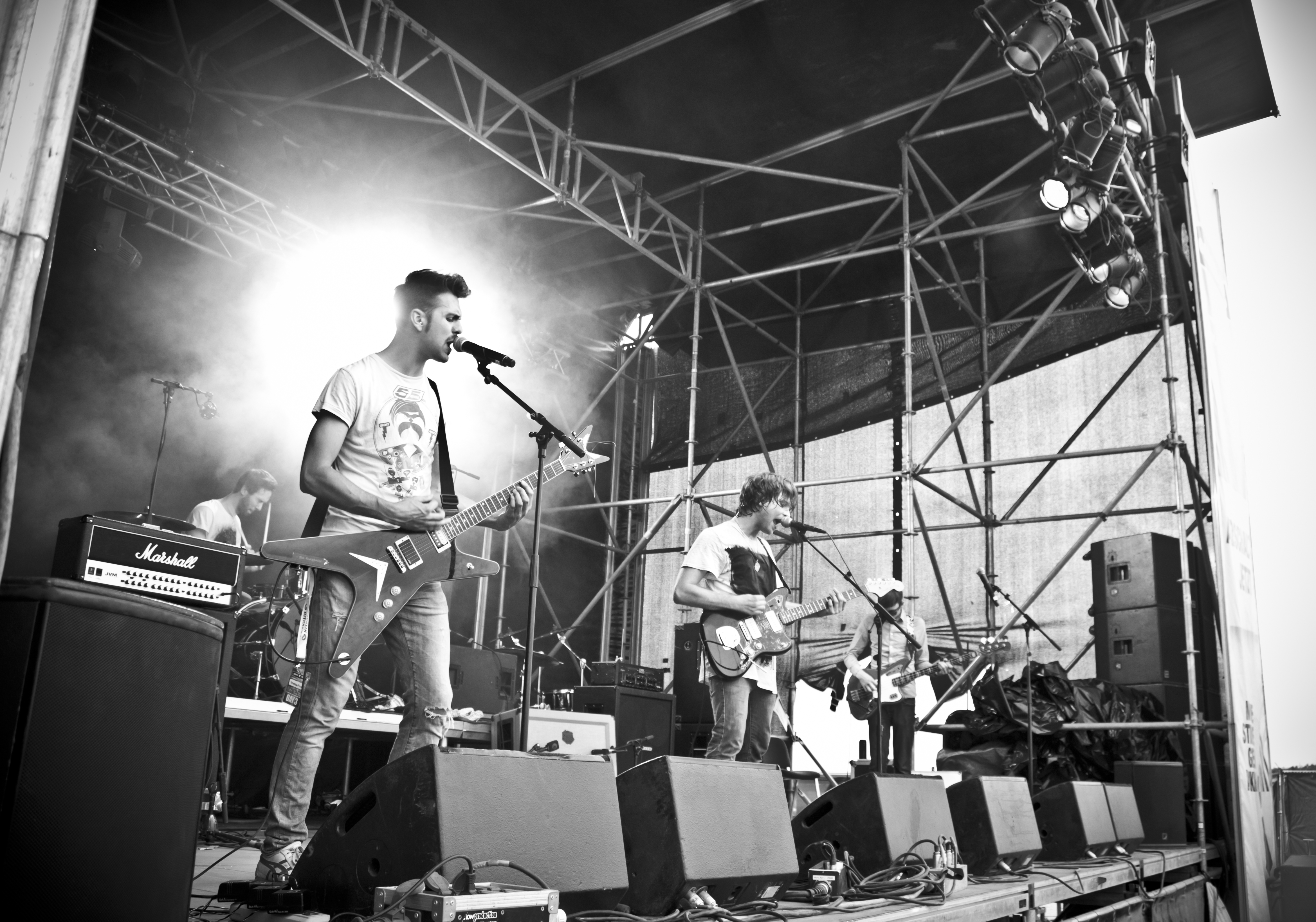
Stereoface – Nova Rock Festival 2012

 Aufgenommen und produziert wurde das Album vom Londoner Produzenten Clive Martin und ist 2012 auf dem Label moerdermusic der Musikerin Anna F. im Vertrieb von Rough Trade erschienen.
Face It erreichte Platz 8. der Itunes Alternative Charts; Die erste Singleauskopplung des Albums Distress lief in der 4. Woche nach Veröffentlichung auf Platz 12 in den FM4 Charts.
Nach längerer Pause und Umtriebigkeit der Mitglieder in anderen Projekten (Polkov, Marta, Empty Lot, Lili, Tiger Family), hat die Band 2017 ihr drittes Studioalbum JAWS auf Phonotron veröffentlicht.

## Diskografie
- 2007: Can’t Face the Mirror / Mind on the Run (7″. monkey.music)
- 2008: Stereoface (Album, monkey.music)
- 2009: 15 Minutes in Stereo (EP, monkey.music)
- 2012: Face It (Album, moerdermusic)[6]
- 2017: JAWS (Album, Phonotron)[7]